# سر أسياب (تشناران)
سر أسياب (بالفارسية: سرآسیاب) هي قرية تقع في قسم بيزكي الريفي (مقاطعة تشناران) في إيران. يقدر عدد سكانها بـ 949 نسمة بحسب إحصاء 2016.